# Årslev
Årslev – miasto w Danii w regionie Dania Południowa, położone na wyspie Fionia. Znajduje się w gminie Faaborg-Midtfyn, a w latach 1970–2006 było centrum administracyjnym gminy Årslev. W 2016 roku zamieszkane przez 3722 osób.
W mieście znajduje się stacja kolejowa na linii Svendborgbanen z Odense do Svendborga.